# Alibeg Firdus
Alibeg Firdus (Livno, 1864. – Sarajevo, 1910.), muslimanski političar u doba austro-ugarske vladavine Bosnom i Hercegovinom.
Potomak ugledne kapetanske obitelji koja je upravljala Livnom od 1750. do 1835. godine. U rodnom gradu je završio osnovnu školu, a ostalu naobrazbu je stekao samostalno. Za boravka u Turskoj naučio je turski, perzijski i arapski jezik.
Od 1885. – 1894. godine bio je općinski zastupnik u Livnu, a gradonačelnik Livna od 1895. – 1900. godine, kada je dao ostavku ne slažući se s politikom vlade. Od 1900. godine član je Zemaljskog vakufskog povjerenstva za Bosnu i Hercegovinu. Sudjeluje i u pregovorima sa Zemaljskom vladom. Od 1903. godine bio je sklon suradnji sa Zemaljskom vladom ali se nije sukobljavao ni s radikalima u pokretu.
U vrijeme kada su počinju formirati političke stranke u Bosni i Hercegovini, Firdus, kao vođa zemljoposjedničkog krila Pokreta muslimana za vjersko-prosvjetnu autonomiju, krajem 1906. godine poziva muslimanske predstavnike na sastanak na kojem je 6. prosinca 1906. formirana Muslimanska narodna organizacija. Na izborima 1910. ova je stranka osvojila sve mandate predviđene za Muslimane. Upravo je Alibeg Firdus izabran za predsjednika prvog saziva bosanskohercegovačkog Sabora.